# Jasminum laurifolium
Jasminum laurifolium eller änglajasmin är en syrenväxtart som beskrevs av William Roxburgh. Jasminum laurifolium ingår i släktet Jasminum och familjen syrenväxter. Inga underarter finns listade i Catalogue of Life. Änglajasmin kommer från Indien och kan odlas som krukväxt i Sverige.

## Former
Två former kan urskiljas:
- f. laurifolium
- f. nitidum

## Synonymer
f. laurifolium
- Jasminum angustifolium var. laurifolium (Roxb.) Ker Gawl.
- Jasminum laurifolium var. brachylobum Kurz

f. nitidum (Skan) P.S. Green 
- Jasminum nitidum Skan
- Jasminum magnificum Lingelsh.

## Bildgalleri

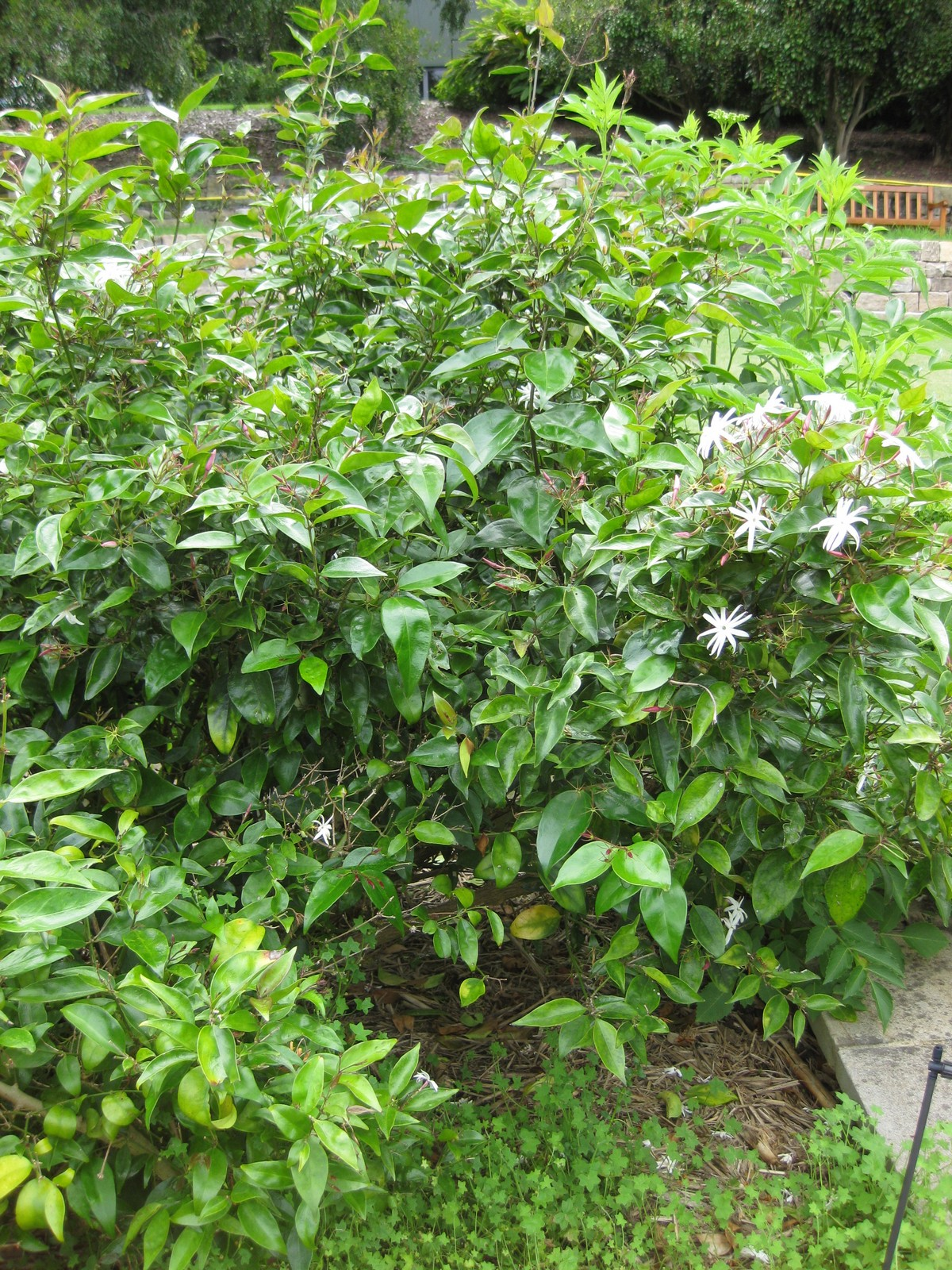
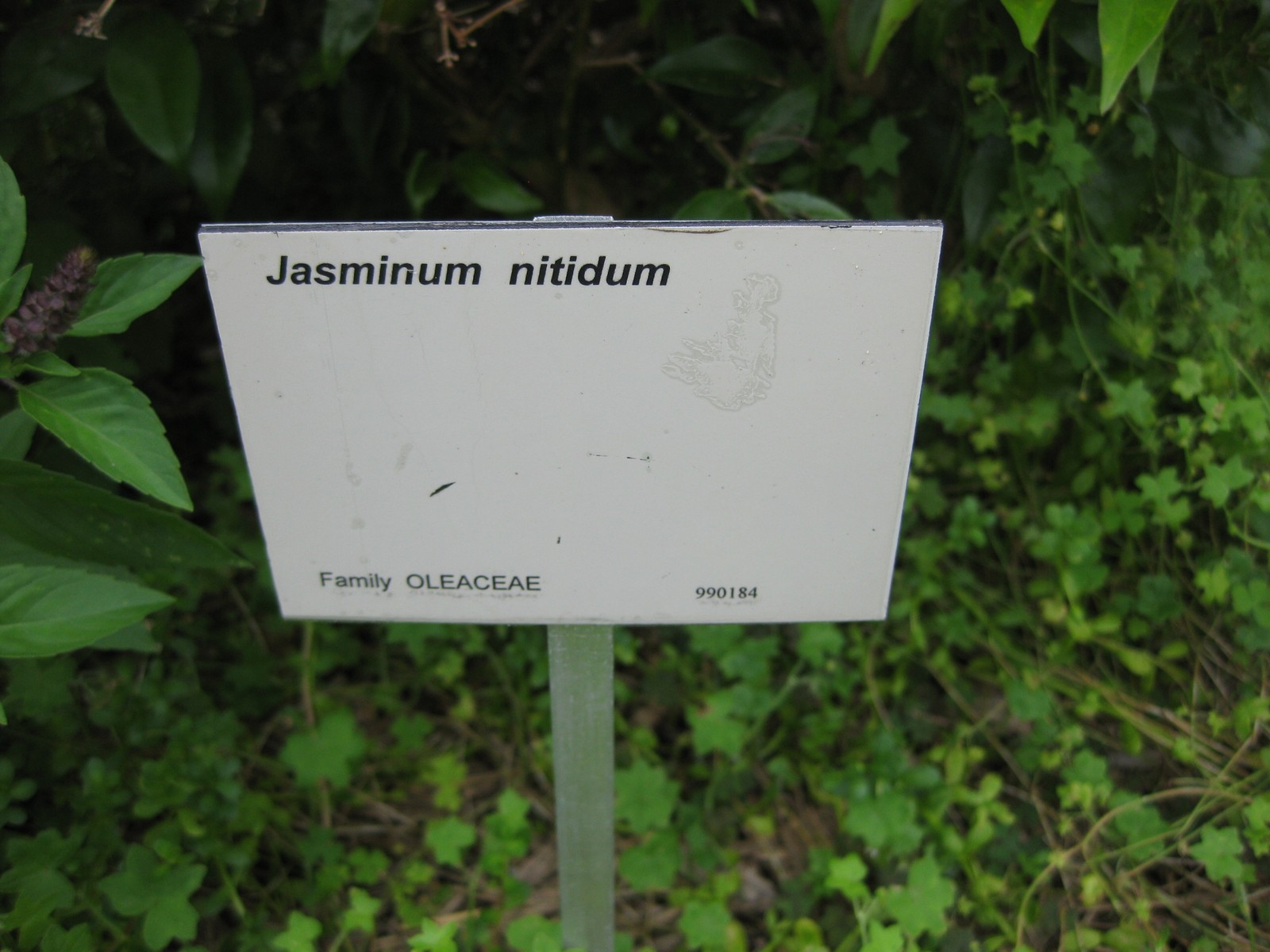
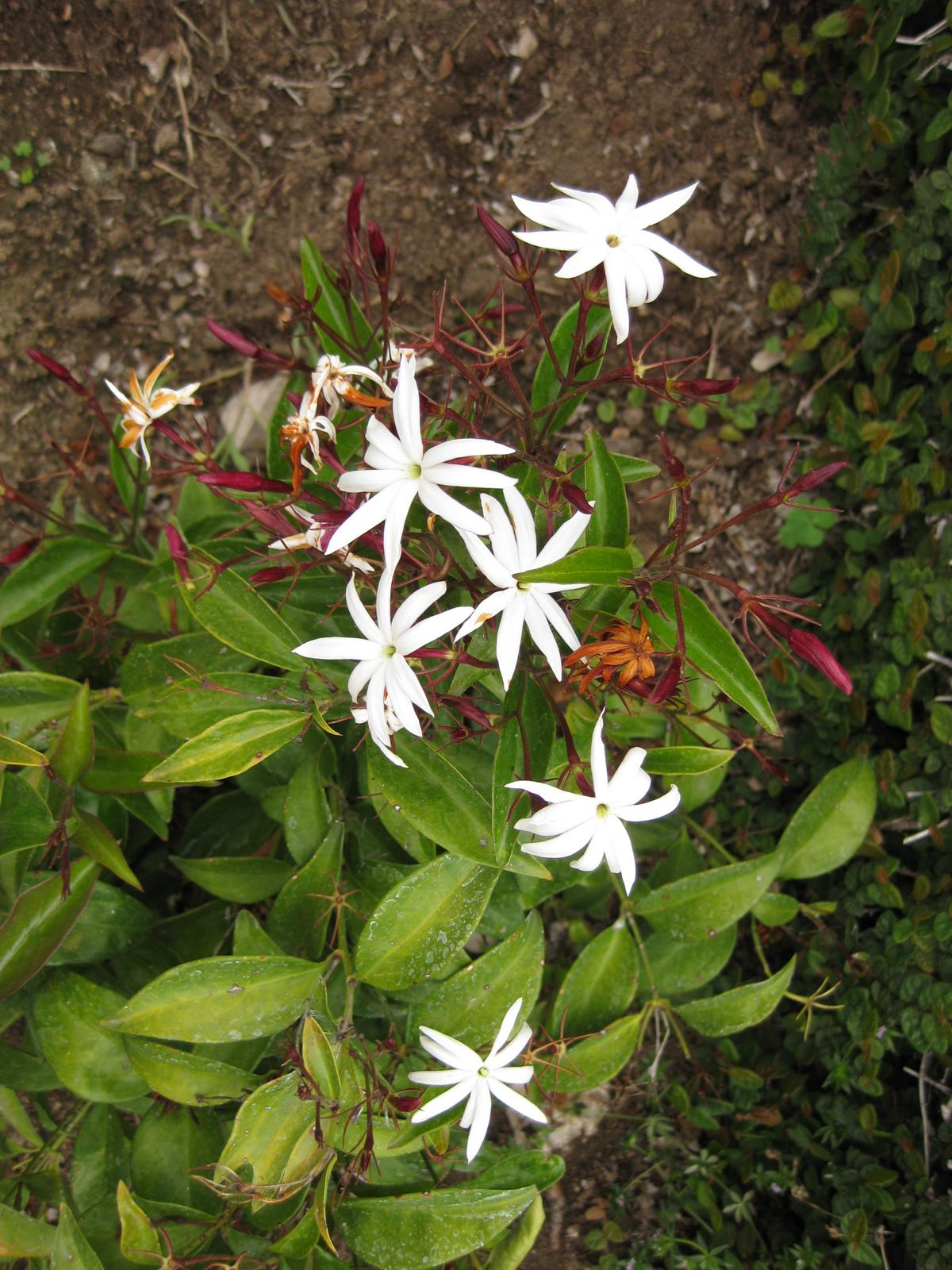
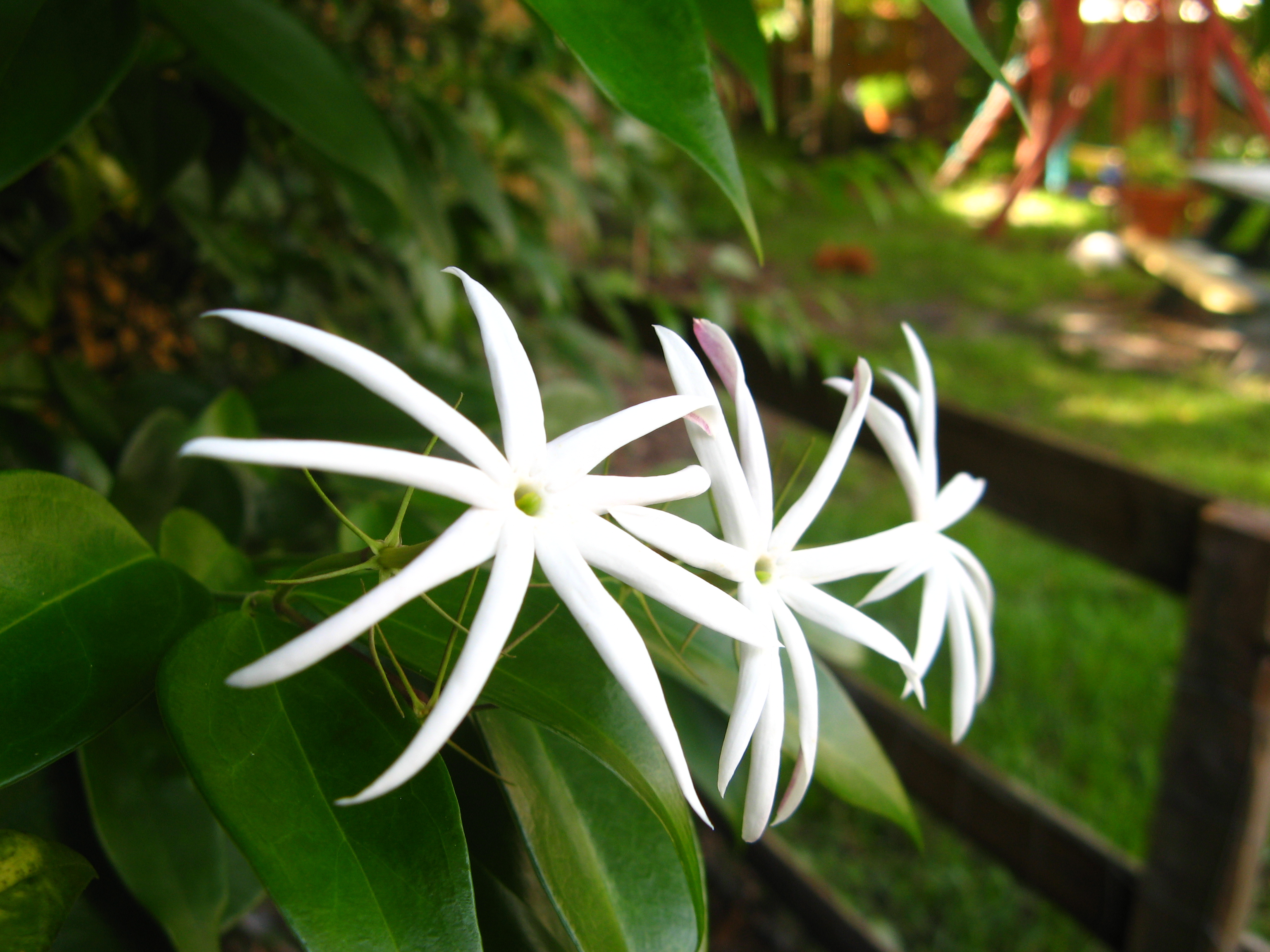
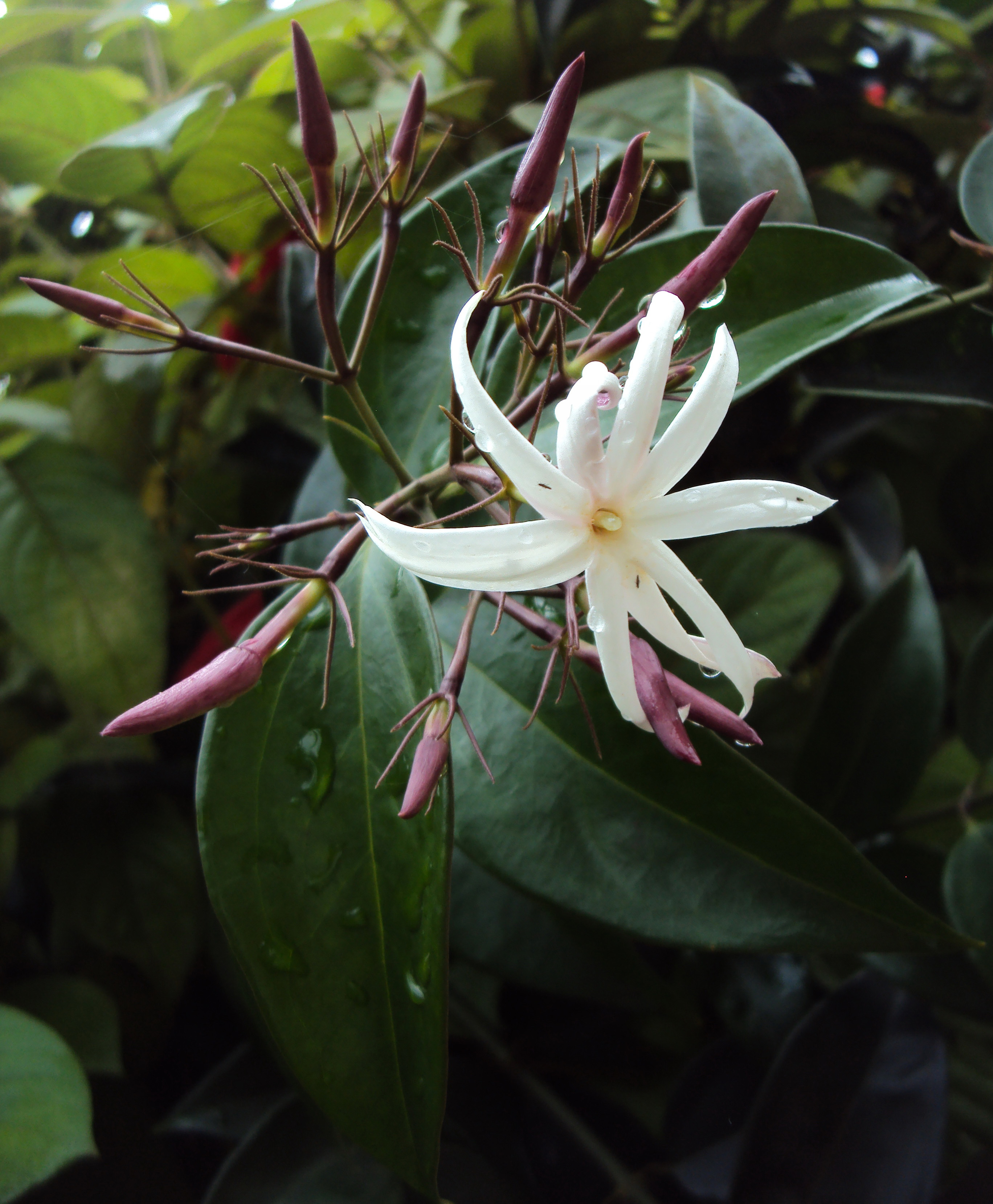
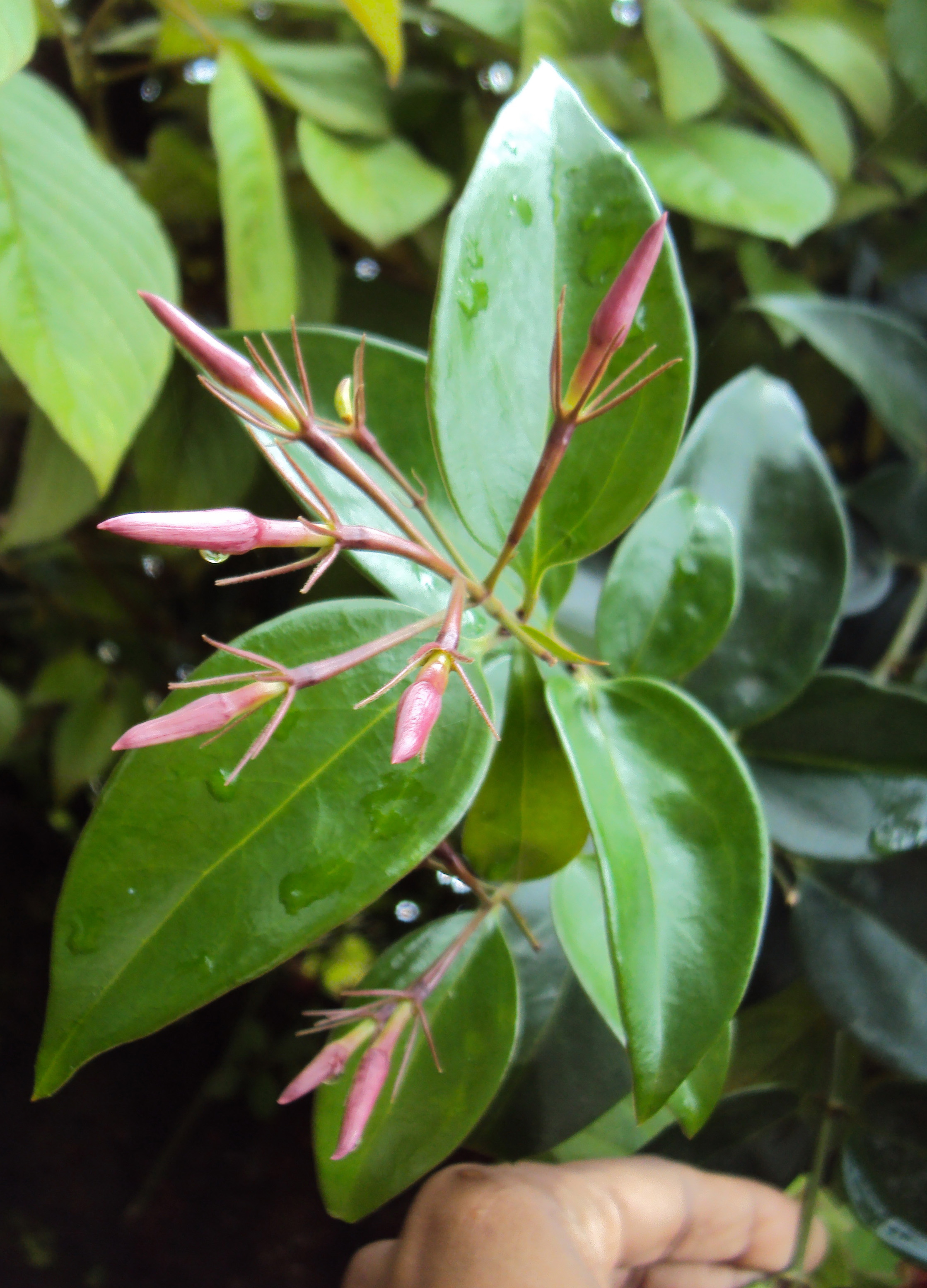